# Wascana Creek
Wascana Creek är ett vattendrag på prärien i Saskatchewan i Kanada.
Trakten runt Wascana Creek består till största delen av jordbruksmark. Runt Wascana Creek är det ganska tätbefolkat, med 86 invånare per kvadratkilometer.  Trakten ingår i den hemiboreala klimatzonen. Årsmedeltemperaturen i trakten är 3 °C. Den varmaste månaden är juli, då medeltemperaturen är 21 °C, och den kallaste är februari, med −16 °C.
Wascana Creek flyter genom Regina, där den dämdes upp till Wascana Lake av Canadian Pacific Railway för att vara vattendepå för ånglokomotiven och för att försköna Regina.  Efter dammen rinner floden så småningom in i Qu'Appelle River i Lumsden. 